# 斯氏肩孔南極魚
斯氏肩孔南極魚為輻鰭魚綱鱸形目南極魚亞目南極魚科的其中一種，分布於南冰洋海域，棲息深度20-793公尺，體長可達16公分，為底棲性魚類，屬肉食性，以端足類、多毛類等為食。

## 擴展閱讀
維基物種上的相關：斯氏肩孔南極魚